# Клере ла Кот
Клере ла Кот (фр. Clérey-la-Côte) насеље је и општина у североисточној Француској у региону Лорена, у департману Вогези која припада префектури Нефшато.
По подацима из 2011. године у општини је живело 34 становника, а густина насељености је износила 10,69 становника/km². Општина се простире на површини од 3,18 km². Налази се на средњој надморској висини од 315 метара (максималној 427 m, а минималној 272 m).

## Демографија
| 1962. | 1968. | 1975. | 1982. | 1990. | 1999. | 2011. |
| ----- | ----- | ----- | ----- | ----- | ----- | ----- |
| 71    | 72    | 68    | 66    | 56    | 45    | 34    |

График промене броја становника у току последњих година